# Erling Jevne
Erling Jevne (* 24. März 1966 in Lillehammer) ist ein ehemaliger norwegischer Skilangläufer.
Er gewann bei den Olympischen Winterspielen 1998 zwei Medaillen, darunter die goldene mit der norwegischen Staffel. Weitere zwei Staffel-Goldmedaillen holte er bei den Weltmeisterschaften 1995 und 1997. Im Skilanglauf-Weltcup gewann Jevne je ein Rennen in den Jahren 1996, 2000 und 2002. Dazu kommen sechs zweite Plätze und drei dritte Plätze. Seine beste Platzierung in der Weltcup-Gesamtwertung war der vierte Platz in der Saison 1996/97. Bei den Juniorenweltmeisterschaften 1986 in Lake Placid holte er Bronze über 10 km und Silber mit der Staffel.
Erwähnenswert sind auch seine sieben Siege beim norwegischen Rennen Birkebeinerrennet, damit ist er Rekordsieger.
Jevne war von 1987 bis 2005 aktiv und arbeitet seither als Schafzüchter; diese Tätigkeit hatte er schon zuvor während der wettkampf- und trainingsfreien Zeit ausgeübt.

## Erfolge

### Olympische Winterspiele
- Olympische Winterspiele 1998 in Nagano: Gold mit der Staffel, Silber über 30 km

### Weltmeisterschaften
- Nordische Skiweltmeisterschaften 1995 in Thunder Bay: Gold mit der Staffel
- Nordische Skiweltmeisterschaften 1997 in Trondheim: Gold mit der Staffel, Silber über 50 km
- Nordische Skiweltmeisterschaften 1999 in Ramsau: Silber mit der Staffel

### Norwegische Meisterschaften
- 1987: Gold mit der Staffel
- 1988: Gold mit der Staffel
- 1990: Bronze über 50 km
- 1991: Bronze über 50 km
- 1992: Gold über 50 km, Silber über 30 km
- 1994: Gold über 50 km Bronze über 15 km
- 1995: Silber über 30 km
- 1996: Gold über 50 km
- 1997: Silber über 50 km
- 2000: Bronze über 30 km

### Weltcupsiege im Einzel
| Nr. | Datum             | Ort    | Disziplin       |
| --- | ----------------- | ------ | --------------- |
| 1.  | 16. März 1996     | Oslo   | 50 km klassisch |
| 2.  | 17. März 2000     | Bormio | 10 km klassisch |
| 3.  | 15. Dezember 2001 | Davos  | 15 km klassisch |

### Siege bei Skimarathon-Rennen
- 1994 Birkebeinerrennet, 54 km klassisch
- 1996 Birkebeinerrennet, 54 km klassisch
- 1997 Birkebeinerrennet, 54 km klassisch
- 1998 Birkebeinerrennet, 54 km klassisch
- 1999 Birkebeinerrennet, 54 km klassisch
- 2000 Birkebeinerrennet, 54 km klassisch
- 2001 Birkebeinerrennet, 54 km klassisch

### Weltcup-Gesamtplatzierungen
| Saison    | Gesamt | Gesamt | Langdistanz | Langdistanz | Sprint | Sprint |
| Saison    | Punkte | Platz  | Punkte      | Platz       | Punkte | Platz  |
| --------- | ------ | ------ | ----------- | ----------- | ------ | ------ |
| 1986/87   | 18     | 27.    | –           | –           | –      | -      |
| 1990/91   | 10     | 29.    | –           | –           | –      | -      |
| 1991/92   | 34     | 15.    | –           | –           | –      | -      |
| 1992/93   | 181    | 15.    | –           | –           | –      | -      |
| 1993/94   | 145    | 17.    | –           | –           | –      | -      |
| 1994/95   | 236    | 13.    | –           | –           | –      | -      |
| 1995/96   | 220    | 15.    | –           | –           | –      | -      |
| 1996/97   | 488    | 4.     | 116         | 5.          | 256    | 4.     |
| 1997/98   | 292    | 8.     | 131         | 10.         | 161    | 7.     |
| 1998/99   | 318    | 10.    | 74          | 19.         | 204    | 12.    |
| 1999/2000 | 273    | 16.    | 79 194      | 15. 10. 4   | –      | -      |
| 2000/01   | 92     | 46.    | –           | –           | –      | -      |
| 2001/02   | 307    | 10.    | –           | –           | –      | -      |